# Świątniki Górne
Świątniki Górne é um município da Polônia, na voivodia da Pequena Polônia e no condado de Cracóvia. Estende-se por uma área de 4,43 km², com 2 400 habitantes, segundo os censos de 2016, com uma densidade de 540,5 hab/km².